# SN 2007kj
SN 2007kj – supernowa typu Ib/c odkryta 2 października 2007 roku w galaktyce NGC 7803. W momencie odkrycia miała maksymalną jasność 17,40m.